# Kultura protoetruska
Kultura protoetruska to kultura epoki brązu występująca na terenie środkowych Włoch w IX-VIII w. p.n.e.
Zalicza się do niej grupy:  Grottaferrata, Molaroni, Tarquinia i Terni.
W obrządku pogrzebowym praktykowano ciałopalenie i składanie prochów do urn popielnicowych. Urny chowano w grobach studniowych i bogato wyposażano w dary.